# 베리예프

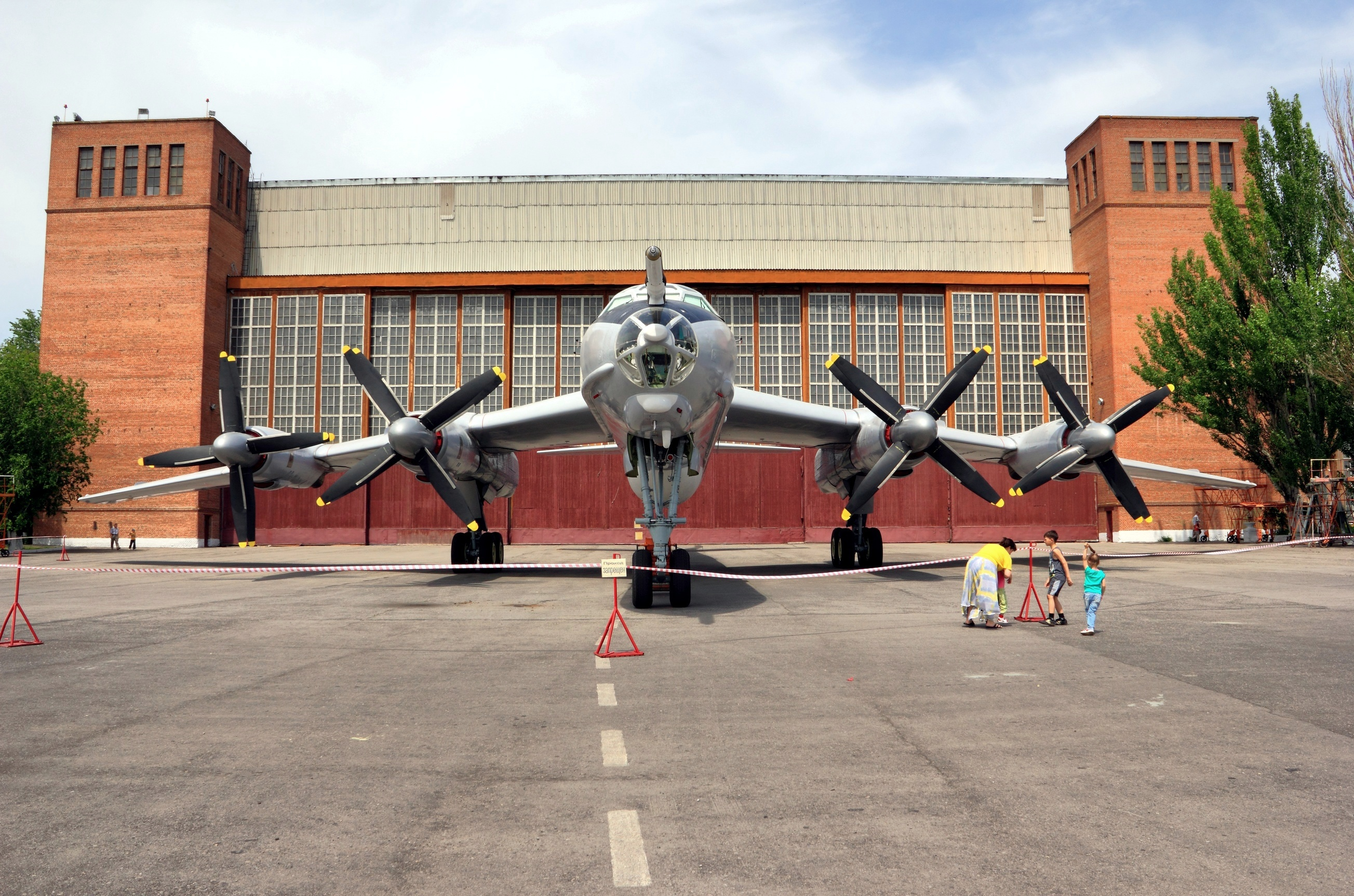

베리예프(Beriev, 러시아어: Таганрогский авиационный научно-технический комплекс им. Г. М. Бериева)는 수륙양용기를 전문으로 하는 러시아의 항공기 제조사이다.
이 기업은 1934년 OKB-48로서 게오르기 미카일로비치 베리예프에 의해 설립되었으며 그 뒤로 민간 및 군용 목적의 20개 이상의 항공기 모델들과 맞춤형 모델들을 디자인하고 생산해왔다. 오늘날 이 기업은 3000여 명의 전문가들을 직원으로 두고 있으며 수륙양용기의 개발과 제조를 하고 있다.